# 2024年伊朗—巴基斯坦邊境衝突
2024年1月16日，伊朗伊斯兰革命卫队空袭了巴基斯坦俾路支省旁吉古尔县正义之军，造成多人死伤。巴基斯坦方面表示俾路支斯坦省同樣遭到伊朗襲擊，造成2名兒童死亡，3名女童受伤。

## 背景
此次袭击与伊朗袭击埃尔比勒类似，是对克尔曼爆炸事件的回应。而在2023年12月，正义之军声称对伊朗的攻击负责，此次攻击造成至少11名伊朗警察死亡。

## 巴基斯坦的回應和後續各方反應
随后，巴基斯坦外交部召见伊朗临时代办表示抗議并召回該國驻伊朗大使。巴基斯坦空军還空袭了伊朗东部包括萨拉万在内的7个地点。伊朗官方媒体表示，此次袭击造成至少9人死亡。1月17日，伊朗外交部长阿卜杜拉希扬和巴基斯坦外交部长吉拉尼通电话。
美國總統拜登表示，伊巴衝突顯示伊朗不受歡迎。白宮發言人表示，美國不希望看到南亞和中亞局勢升級。
歐盟表示對巴基斯坦和伊朗的衝突深感擔憂。
聯合國秘書長發言人表示，對伊朗和巴基斯坦之間的軍事打擊深表關切。
中國外交部發言人毛寧表示，如果伊朗和巴基斯坦有需要，中方愿为缓和事态发挥建设性作用。
当地时间1月19日，巴基斯坦总理卡卡尔表示，巴伊恢复正常外交关系符合两国利益。同日，伊朗外交官赛义德·拉苏尔·穆萨维说，巴基斯坦方面已经邀请伊朗外交部长阿卜杜拉希扬访问巴基斯坦首都伊斯兰堡。两国外长当天通电话，一致同意缓和近期局势。
1月29日，伊朗外交部长阿卜杜拉希扬抵达巴基斯坦訪問。巴基斯坦外交部表示，巴基斯坦將与伊朗将建立外长级联合协调机制。